# Wewelsfleth
Wewelsfleth est une commune allemande du Schleswig-Holstein, située dans l'arrondissement de Steinburg (Kreis Steinburg), à sept kilomètres au nord-ouest de la ville de Glückstadt, au nord de l'embouchure de la Stör dans l'Elbe. Wewelsfleth fait partie de l'Amt Wilstermarsch qui regroupe 14 communes autour de Wilster.